# Centralisme démocratique
Pour les articles homonymes, voir Centralisme (homonymie).

Emblème du Parti communiste de l'Union soviétique.

Le centralisme démocratique est le nom donné aux principes utilisés au sein des organisations internes se réclamant du léninisme (notamment les partis politiques) et le terme est parfois utilisé comme synonyme de toute politique léniniste à l'intérieur d'un parti politique. Théoriquement, l'aspect démocratique décrit la liberté des membres du parti politique à discuter et débattre d'une décision politique au moment de la prendre ; l'aspect de centralisme consiste en ce que, une fois que la décision du parti est votée à la majorité, tous les membres du parti doivent faire respecter cette décision. Comme Lénine l'a décrit, le centralisme démocratique est caractérisé par la « liberté de discussion » et l'« unité d'action ».

## Définition
Dans la brochure Que faire ?, qu'il publie en 1902, Lénine plaide pour une révolution qui serait organisée par des « professionnels », lesquels constitueraient l'« avant-garde » de la classe ouvrière. Lénine se distingue des autres penseurs marxistes par la place essentielle qu'il accorde au parti, dont il considère qu'il doit tenir un rôle moteur dans le déclenchement de la lutte des classes.
En matière d'organisation, Lénine prône l'« unité de la volonté », soit l'adoption, par l'avant-garde révolutionnaire que constitue le parti, d'une volonté unique, qui doit devenir la « volonté de la classe » : l'efficacité, qui doit être la raison d'être de l'organisation, a pour condition la disparition des volontés individuelles au profit de la volonté unie du parti. Lénine, qui prône un mouvement politique strictement hiérarchisé et fonctionnant selon les principes de la division du travail, multiplie dans ses écrits les métaphores comparant le parti à une usine, à une armée ou à un orchestre. Le concept, puis le terme, de centralisme démocratique apparaissent chez Lénine fin 1905 - début 1906, alors que le Parti ouvrier social-démocrate de Russie est divisé entre bolcheviks et mencheviks. Un rapprochement est alors favorisé par le Bureau socialiste international (l'organe de coordination de l'Internationale ouvrière) et se traduit par une réunification, à la fois provisoire et conflictuelle, lors du congrès de Stockholm en 1906. Lénine présente son concept de centralisme démocratique comme l'alliance de la « liberté de discussion » et de l'« unité d'action » - soit un moyen de faire exister la « lutte idéologique » en sein du parti unifié. 
La notion de centralisme démocratique est inspirée du mode d'organisation de la social-démocratie allemande, où l'opinion de la majorité du congrès est fixée dans des résolutions qui sont la règle à laquelle doivent se conformer en pratique les membres du Parti jusqu'à ce que, par suite de la discussion, l'opinion générale soit modifiée. Le centralisme démocratique, tel que le théorise Lénine, repose sur un double principe : en premier lieu, l'élection de chaque niveau de l'organisation par le niveau inférieur ; en second lieu, la stricte obéissance de chaque niveau par le niveau inférieur et l'application unanime des décisions dans l'action. Dans un contexte où l'organisation révolutionnaire russe est à la fois faible, en partie clandestine et disséminée par l'émigration, Lénine souhaite qu'elle puisse se donner les moyens du combat via la discipline interne, en élaborant un mode d'organisation qui élabore un minimum d'efficacité et de cohérence. Lénine vise également, en prônant la liberté de discussion, à pouvoir continuer de polémiquer avec les mencheviks. Le centralisme démocratique, tel qu'il le conçoit alors, est d'abord une règle pour que des groupes rivaux puissent continuer de coexister au sein d'une même organisation,. 

## Applications

### Russie tsariste et URSS
La lecture des seuls textes de Lénine à l'époque donne du Parti ouvrier social-démocrate de Russie une image hyper-centralisée et paramilitaire : Lénine vise alors à « tordre le bâton dans l'autre sens » à un moment où la multiplication des polémiques et des fractions menace le mouvement d'éclatement. Les conceptions centralistes de Lénine sont cependant, à l'époque, critiquées aussi bien par Léon Trotski que par Rosa Luxemburg. Le courant conseilliste (ou communisme de conseils) s'oppose également aux concepts léninistes tels que le parti révolutionnaire s'affirmant d'avant-garde et le « centralisme démocratique », qui sont accusés par ce courant marxiste d'être un centralisme bureaucratique.
Dans la pratique, le centralisme démocratique tel que le théorise Lénine n'est appliqué à aucun moment : en 1912, Lénine lui-même met fin à la coexistence des factions rivales des bolcheviks et des mencheviks en faisant élire, lors de la conférence de Prague, un nouveau comité central composé presque uniquement de bolcheviks. La question du rapport minorité-majorité perd donc son sens, les « léninistes » formant désormais un groupe homogène. Le politologue Dominique Colas souligne que l'accord entre bolcheviks et mencheviks n'a jamais cessé d'être purement formel et que les règles ont été largement foulées aux pieds par les bolcheviks : Lénine n'a donc jamais envisagé de donner au sein du parti le primat à un modèle parlementaire.
Si la théorie du centralisme démocratique n'est pas appliquée, avant la révolution d'Octobre, par défaut de centralisme, elle ne l'est pas ensuite par défaut de démocratie : en 1921, les fractions sont officiellement interdites au sein du Parti communiste,. En 1920, lors du second congrès de l'Internationale communiste, les conditions d'admission au Komintern prévoient que les partis adoptent « le principe de la centralisation démocratique », ce qui implique pour tout parti communiste d'être « organisé de la façon la plus centralisée », de pratiquer une « discipline de fer confinant à la discipline militaire » et d'un organisme central « muni de larges pouvoirs », exerçant une « autorité incontestée » grâce à la « confiance unanime des militants ». Ces derniers, selon ces mêmes conditions, ne peuvent se réunir en fraction dissidentes, doivent être exclus en cas de désaccord avec le Komintern, les partis adhérents s'engagent à des épurations périodiques. Lors du troisième congrès de l'IC, en 1921, le centralisme démocratique est présenté comme la résultante d'une « activité permanente commune », d'une « lutte également commune et permanente de l'ensemble du parti », en entraînant les adhérents au travail politique quotidien.
Du point de vue de Lénine, dans le contexte de la guerre civile russe et alors que la Russie soviétique est isolée sur le plan international, tout affaiblissement du Parti équivaut à un affaiblissement de l'État, et donc à un arrêt de mort pour la révolution. Les textes conjoncturels de Lénine, rédigés dans des contextes particuliers, font dès lors partie de la doctrine communiste pour servir de caution théorique à une organisation autoritaire de l'État russe et, dans la foulée, à celle de tous les partis communistes affiliés au Komintern. Si le centralisme démocratique est présenté par le mouvement communiste comme un progrès par rapport au « centralisme bureaucratique », il devient lui-même en pratique synonyme d'une forme bureaucratique de centralisme, et de partis communistes aux organisations rigides et strictement hiérarchisées, où le droit d'expression et de critique est fortement limité. Toute tentative d'application effective du centralisme démocratique, c'est-à-dire toute critique de la direction et de sa ligne peut dès lors être dénoncée comme une entreprise d'affaiblissement de l'organisation, donc comme une trahison. Stéphane Courtois qualifie le terme de centralisme démocratique de simple « oxymore », qui ne désigne en réalité que la règle de l'« unanimité », soit celle d'un pouvoir exercé par la seule direction du Parti. Le centralisme démocratique devient ensuite, avec le concept de « rôle dirigeant » du Parti, l'un des fondements de l'organisation politique de l'URSS et des autres régimes communistes.
La préservation du centralisme démocratique apparaît dès lors, dans les régimes communistes, comme une condition du maintien du monopole du parti au pouvoir : au moment du printemps de Prague, son principe même est contesté. Durant la période de l'eurocommunisme, dans les années 1970, la remise en cause interne d'un certain nombre de dogmes marxistes-léninistes ne s'accompagne pas d'un abandon du centralisme démocratique au sein des partis communistes européens, où la liberté de discussion demeure limitée. 
La perestroïka est l'occasion de nouvelles contestations du centralisme démocratique, dont l'abandon coïncide avec le déclin, puis la fin, du régime communiste en tant que tel. Le centralisme démocratique est également abandonné par les partis communistes occidentaux : le Parti communiste italien s'en détache dans le cadre du processus de réformes lancé par Achille Occhetto, qui conduit à l'auto-dissolution du PCI et à sa transformation en Parti démocrate de la gauche ; le Parti communiste français renonce quant à lui en 1994, lors de son 28e congrès, à la notion de centralisme démocratique, remplacée par celle de « souveraineté des communistes ».
Le centralisme démocratique, qui coïncide toujours avec celui du rôle dirigeant du parti, continue d'être officiellement en vigueur dans les régimes communistes actuels, soit la république populaire de Chine,, la Corée du Nord, le Viêt Nam, le Laos et Cuba,.

### Le "Centralisme organique" de Bordiga
Amadeo Bordiga, inspiré par le léninisme, plutôt que le centralisme démocratique traditionnel de Lénine, proposait un centralisme dit "organique". Il s’agit d’une conception du parti très rigide et descendante où toute l’activité est impulsée par le centre qui détient la justesse de la théorie. Les adversaires des bordiguistes parlent souvent à ce propos de « fétichisme du parti » qui substituerait le parti à la classe ouvrière. Par ailleurs, le bordiguisme insiste généralement sur la distinction opérée par Marx entre parti formel et parti historique, le premier étant l'organisation contingente et le second le corpus idéologique indestructible indépendant de son incarnation militante. Ainsi, pour les bordiguistes, le véritable parti communiste peut dans une période défavorable n'être constitué que d'une poignée de membres qui œuvrent à la défense de la théorie en attendant des jours meilleurs.
Cette notion de centralisme organique comme mode de fonctionnement est un terme employé dans les thèses de Lyon en 1926 : « Les partis communistes doivent réaliser un centralisme organique qui, avec le maximum possible de consultations de la base, assure l'élimination spontanée de tout regroupement tendant à se différencier. » Mais le concept n’est pas réellement appliqué dans le Parti communiste italien de l’époque qui reste sur une base « centraliste démocratique ». D’ailleurs Bordiga à l’époque dit ceci : « Nous ne proposerons pas ici de remplacer ce mécanisme par un autre et nous n'examinerons pas en détail ce que pourrait être ce nouveau système. Mais il est certain qu'on peut admettre un mode d'organisation qui se libérerait de plus en plus des conventions du principe démocratique, et qu'il ne faudrait pas le rejeter au nom de phobies injustifiées si on pouvait un jour démontrer que d'autres éléments de décision, de choix, de résolution des problèmes sont plus conformes aux exigences réelles du développement du parti et de son activité dans le cadre du déroulement historique ». Ce n’est qu'à la suite de la scission de Onorato Damen (en 1952) et la naissance du PCInt-PC que le centralisme organique est mis en application dans le parti.
Le fonctionnement du parti de Bordiga, après la scission de 1952, n’est pas basé sur des congrès périodiques, sur des coordinations ni ne s’appuie sur un comité central exécutif donnant des consignes aux militants. Les rencontres entre les militants se font dans des réunions générales qui consistent principalement en un exposé détaillé fait par Bordiga sur un sujet précis auquel les membres du parti participent en posant quelques questions. Les Comités centraux ou exécutifs sont remplacés par un commissaire unique qui représente « le centre organisationnel du parti » et donne les consignes aux cellules. Les débats et motions soumis aux votes sur tel ou tel point théorique ou tactique deviennent inutiles grâce à l’invariance puisqu’une seule chose est à défendre : le programme et il n’y a pas à discuter sur son contenu ni sur sa forme. Plus besoin de procédure de sanctions ou d’exclusion vis-à-vis de ceux qui dévieraient de la ligne du parti. Ces derniers en cas de désaccords majeurs sont considérés comme ne défendant plus le programme et ne font, de fait, plus partie du PCInt. Le but est de supprimer tous les résidus de démocratie pouvant se trouver dans le fonctionnement du parti. Dans cette logique de rupture avec le « démocratisme bourgeois », le parti n’a pas besoin de statuts de fonctionnement, ni de poste à pourvoir. Le rôle de commissaire unique est donc purement tacite et dû à la nécessité politique que cette tâche soit effectuée. Le parti réaffirme également son centralisme et tous les militants doivent marcher d’un même pas pour donner un parti uni, compact idéologiquement et tactiquement.

### Première révolution burkinabé
La première révolution burkinabé (ou Révolution démocratique et populaire, RDP) menée par Thomas Sankara au Burkina Faso (Haute-Volta au moment de la prise de pouvoir) s'inscrit dans le centralisme démocratique, comme le rappelle Sankara dans plusieurs de ses discours. Sankara lui-même ne cache pas s'inscrire dans la lignée de Lénine, qu'il cite à de nombreuses reprises. 
En lieu et place d'un parti, Sankara instaure le Conseil national de la révolution (CNR), auquel sont subordonnés les Comité de défense de la révolution (CDR), des organes populaires formés au lendemain de la prise de pouvoir le 4 août 1983. Les CDR organisent la vie politique locale, en formant politiquement la population, en l'intégrant dans des chantiers et ouvrages collectifs. Les CDR sont également mobilisés dans le cadre de consultation nationale, comme pour la rédaction du Programme populaire de développement (PDP), qui sert de ligne directrice au CNR pour la période 1984-1985, avant la mise en place du premier plan quinquennal. 
Autres organes décentralisées, ce sont les tribunaux, bouleversés par une réforme importante. Sont principalement connus les Tribunaux populaires de la révolution (TPR), plus haute instance dont la compétence porte sur les crimes et délits publics.  Le système judiciaire se complétait d'autres instances, comme les Tribunaux populaires de conciliation (TPC), pour remplacer les tribunaux coutumiers de la chefferie, les Tribunaux populaires départementaux et le Tribunal populaire d'appel (au niveau provincial). 
Lors du discours du deuxième anniversaire de la révolution, en 1985, Sankara rappelle sa volonté de lutter contre les membres de CDR qui profitent de leur situation pour exercer du pouvoir. Selon lui, il s'agit là d'aspirations petites-bourgeoises. Bien qu'il affirme que les contre-révolutionnaires peuvent trouver leur place dans la révolution à condition de se soumettre aux exigences populaires, il exprime également la nécessite de purger les rangs des CDR.